# 日本鬚魴鮄
日本鬚魴鮄，為輻鰭魚綱鮋形目牛尾魚亞目黃魴鮄科的其中一種，分布於西北太平洋的日本海域，體長可達9公分，為底棲性魚類，屬肉食性，生活習性不明。